# Castelo de Haapsalu
O castelo de Haapsalu, também conhecido como castelo episcopal de Haapsalu  (em estônico: Haapsalu piiskopilinnus), é um castelo com catedral situado em Haapsalu, oeste da Estônia. Foi fundado no século XIII para ser a sede do Bispado de Ösel-Wiek.
Segundo uma lenda local, nas noites de lua cheia de agosto, a imagem de uma donzela, conhecida como a "Dama de Branco" (em estônico: Valge Daam e em inglês: White Lady), é vista dentro da capela.

## História
Em 1228, o arcebispo de Riga Alberto de Riga fundou uma nova diocese abrangendo Läänemaa, Saaremaa e Hiiumaa, designando como bispo Gottfried, um abade do mosteiro cisterciense de Daugavgrīva. Henrique VII da Germânia, Rei dos Romanos, tornou o bispado um estado do Sacro Império Romano-Germânico em 1 de outubro de 1228. Em 1234, o legado papal Guilherme de Módena fixou definitivamente as fronteiras do bispado. A primeira residência do bispo de Ösel-Wiek era o castelo de Lihula, onde foi construído um baluarte de pedra com a ajuda dos irmãos Livônios da Espada. Tentando evitar um conflito com a influente ordem, o bispo transferiu a sede da diocese para Pärnu, mas esta foi queimada pelos lituanos dez anos depois. Haapsalu foi escolhida para ser a nova sede da diocese e aí foi dado início à construção da fortaleza episcopal e da catedral, um processo que duraria três séculos.

## O castelo

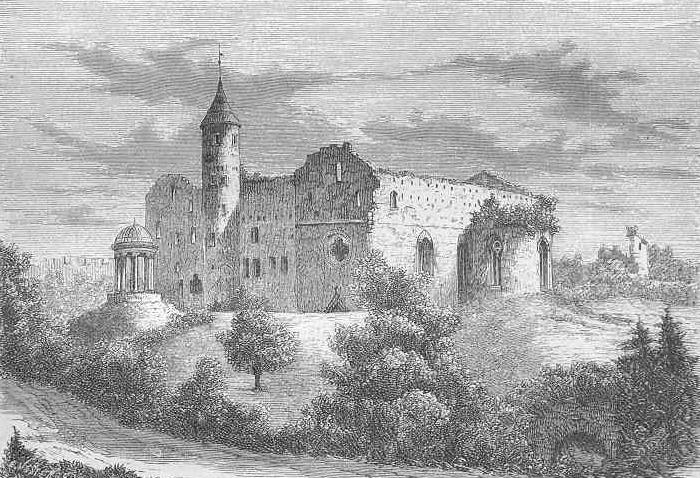
Gravura de 1889, que mostra o complexo.

A construção, ampliação e reconstrução da fortaleza teve lugar ao longo de vários séculos. A arquitetura do complexo foi variando conforme a evolução do armamento. Em volta do pequeno castelo havia ruínas de outros edifícios, tais como: celeiros, estábulos e casas de guarnições. Uma muralha circular foi construída em volta da fortaleza. Foi durante o mandato do bispo Johannes IV Kievel (1515–1527) que o castelo alcançou as suas dimensões atuais, com uma área que ultrapassa os 30 000 metros quadrados. A espessura das paredes varia entre 1,2 e 1,8 metros uma altura máxima de aproximadamente 10 metros.
Data da época da Guerra da Livônia a construção das trincheiras interiores e as blindagens, que serviram inicialmente para receber os canhões e mais tarde como principal proteção contra bombardeios. A fortaleza foi severamente danificada durante esse conflito. As paredes do castelo e as fortificações exteriores foram parcialmente destruídas. Após a guerra, as pedras do castelo foram utilizadas pela população como material de reconstrução.
No século XVII, os suecos, que governaram a Estônia sueca, não usaram o castelo como edifício defensivo, tendo até sido excluído da lista de fortes. Em 1710, durante a Grande Guerra do Norte, a Estônia foi tomada pelo Império Russo e o czar Pedro I da Rússia ordenou a demolição das paredes e das sete torres, deixando o castelo em ruínas. No museu da cidade estão expostas as armas encontradas durante uma escavação no castelo, que consistem principalmente de armas e munições que foram usadas para defender a população, datadas a partir dos séculos XV e XVI. No pátio do castelo foi construído um palco e, em 1896, ocorreu o primeiro festival da canção de Läänemaa. Durante a década de 1930 foi construído um campo esportivo em frente ao palco, que foi usado até 1960.

## Catedral de São Nicolau

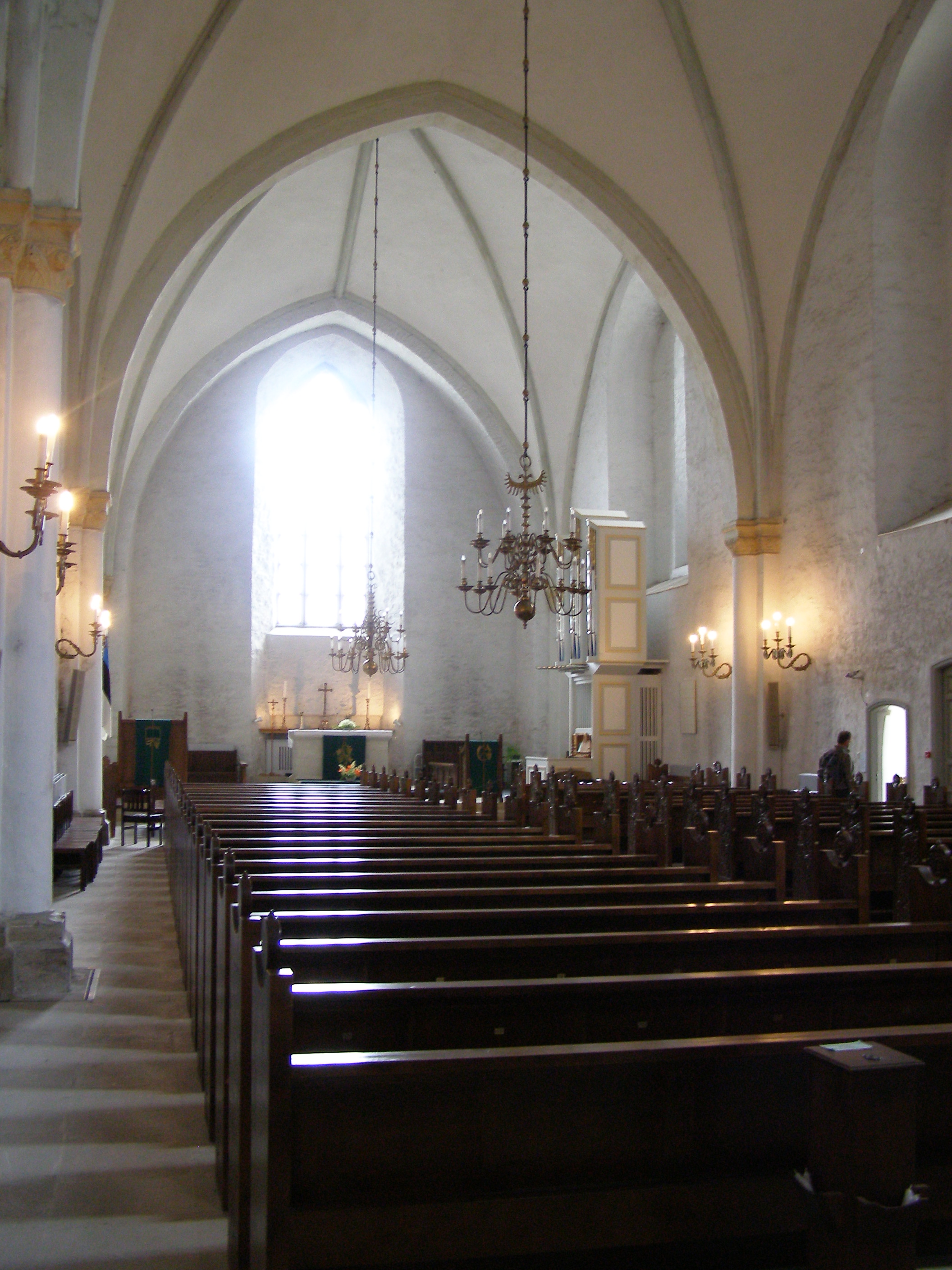
Interior da catedral

A Catedral de Haapsalu, dedicada a São Nicolau de Bari, era o principal templo do Bispado de Ösel-Wiek e nela se encontrava a sede episcopal onde trabalhava o capítulo da catedral. Tratava-se da maior igreja de uma única nave presente nos países bálticos, com suas abóbadas medindo 15,5 metros de altura e uma área total de 425 metros metros quadrados.
O primeiro documento escrito que menciona o templo é a jurisdição de Haapsalu, em que o bispo Hermann I, o fundador da cidade, escreveu: "...nós estabelecemos a catedral em Haapsalu, proporcionando aos nossos cônegos casas e rendas adequadas, determinamos que é um lugar seguro para ser uma cidade, onde todos que escolheram viver conosco, possam ficar e encontrar um abrigo e, se necessário devem ser capazes de defender a igreja com todos os meios à sua disposição."
Construída em 1260, no período de transição entre os estilos arquitetônicos românico e gótico, a igreja possui características de ambos os estilos. O primeiro destes pode ser observado na ornamentação dos capitéis e o segundo nas abóbadas e nos arcos quebrados. O pórtico original também era românico, adornado por um frontão com um nicho que abrigava a estátua do santo padroeiro. As paredes interiores eram ornamentadas com pinturas e no solo encontravam-se as sepulturas de distintos nobres e religiosos. Na segunda metade do século XIV foi construída uma capela baptismal .
Durante a Guerra da Livônia, a Estônia tornou-se parte do reino luterano da Suécia e o estado do Bispado de Ösel-Wiek desapareceu. A catedral católica foi transformada em uma igreja luterana e passou a ser conhecida como a Igreja do Castelo. Em 1625, o rei Gustavo II Adolfo da Suécia vendeu a cidade de Haapsalu, o castelo e as terras circundantes ao conde Jacob De la Gardie, que planejava transformar as ruínas da fortaleza em um castelo moderno. Arent Passer, um conhecido escultor e mestre-de-obras, foi convidado para consultor.
Em 23 de março de 1688, o telhado de cobre da igreja foi destruído por um incêndio, tendo a igreja sido restaurada de forma relativamente rápida. Porém, em 1726 uma tempestade tornou a destruir o telhado. Devido ao baixo número de fiéis na época, a congregação não pode suportar o custo da reforma, mudando-se para a igreja local da cidade. No século XIX, foi iniciada uma reconstrução com objetivo de transformar as ruínas em um parque romântico. Em 1886/1889, a igreja foi reformada e reconstruída. O pórtico arruinado de estilo românico foi substituído por um portal pseudo-gótico com escadaria, os vestígios das pinturas nas paredes foram novamente pintados e as sepulturas retiradas do solo. Em 15 de outubro de 1889, realizou-se o primeiro serviço religioso dedicado a São Nicolau.
A ocupação soviética de 1940 obrigou ao encerramento da igreja. Durante a Segunda Guerra Mundial, as celebrações de serviços religiosos puderam continuar, mas na primavera de 1944 alguns vândalos entraram na igreja e destruíram o altar, o órgão, as cadeiras e as janelas. Em 1946, os fiéis requisitaram, sem êxito, que o governo soviético declarasse a catedral como monumento histórico protegido. A igreja permaneceu vazia durante anos e por algum tempo foi utilizada como celeiro e chegaram a haver planos para transformá-la em uma piscina. Em 1979 começaram as obras de reconstrução e foi levantada a possibilidade de transformar o local em uma sala de concertos. Com a transição para a democracia, a igreja foi mantida. Kalvi Aluve foi o arquiteto responsável pelas obras, enquanto Aala Buldas projetou o interior, a capela baptismal e as sacristias. Em 1990, após um longo hiato, foi realizado o primeiro serviço religioso, dedicado a São Nicolau.
No Dia das Mães de 1992, foi dedicado um altar a todas as mães estonianas mortas durante a ocupação soviética. As esculturas da Virgem Maria e do menino Jesus foram projetadas pelo escultor Hille Palm.

## A lenda da Dama de Branco
Durante o governo do bispo de Ösel-Wiek, todos os cônegos deveriam levar uma vida casta e virtuosa de acordo com as regras do mosteiro. O acesso de mulheres ao castelo episcopal era proibido, sob pena de morte. Uma lenda local afirma que um cônego se apaixonou por uma jovem estônica e a levou em segredo para o castelo. A jovem se disfarçou de menino do coro e aí permaneceu por um longo período de tempo. No entanto, quando o bispo retornou ao castelo, desconfiou do cantor e exigiu saber o sexo dele.
Ao descobrir que se tratava de uma mulher, o bispo convocou seu conselho e decidiram que a menina fosse encarcerada na capela e que o cônego fosse enviado para a prisão, onde viria a morrer de fome. Ao emparedar a cela, os carcereiros deixaram uma cavidade na parede, onde deixaram à jovem um pedaço de pão e um jarro de água. Durante algum tempo puderam ser ouvidos seus gritos pedindo ajuda. No entanto, sua alma não encontrou paz e ela continua a aparecer na janela do batistério para chorar o seu amado e para provar a imortalidade do amor.

A lenda dá nome ao festival "The White Lady Days", que ocorre nas noites de lua cheia de agosto.